# 61404 Očenášek
61404 Očenášek este un asteroid din centura principală, descoperit pe 26 august 2000, de Petr Pravec și Peter Kušnirák.